# Arrondissement Saint-Laurent-du-Maroni
Saint-Laurent-du-Maroni is het meest westelijk gelegen arrondissement van de drie in het Franse overzees departement Frans-Guyana. De onderprefectuur is Saint-Laurent-du-Maroni.
Het arrondissement was verdeeld in kantons. In 2015 zijn de kantons afgeschaft.

## Gemeenten
Het arrondissement is samengesteld uit de volgende 8 gemeenten:
| Nr. | Gemeente                | Inwoners | Oppervlakte  |
| --- | ----------------------- | -------- | ------------ |
| 1   | Awala-Yalimapo          | 1.516    | 187,4 km²    |
| 2   | Mana                    | 11.764   | 6.332,6 km²  |
| 3   | Saint-Laurent-du-Maroni | 50.250   | 4.830,0 km²  |
| 4   | Apatou                  | 9.818    | 2.020,0 km²  |
| 5   | Grand-Santi             | 9.120    | 2.112,0 km²  |
| 6   | Papaichton              | 5.606    | 2.628,0 km²  |
| 7   | Saül                    | 317      | 4.475,0 km²  |
| 8   | Maripasoula             | 9.177    | 18.360,0 km² |

| Kaart                                          |
| ---------------------------------------------- |
|                                                |
| Arrondissement Saint-Laurent-du-Maroni (groen) |